# António Ribeiro
António II Ribeiro (21. května 1928, Gandarela de Basto, Portugalsko – 24. března 1998, Lisabon, Portugalsko) byl portugalský kardinál, od roku 1971 až do své smrti patriarcha lisabonský.

## Život
Vysvěcen na kněze byl 5. července 1953 v Braze. Dne 3. července 1967 byl jmenován pomocným biskupem Bragy.
Vystudoval teologii na Gregoriánské univerzitě v Římě. Studoval také teologii v Innsburcku a Mnichově. V 60. letech pokračoval ve studiu v Braze. V téže době se začal objevovat v televizním programu Dia do Senhor (Den Páně) a kromě práce na vlastních publikacích spolupracoval s několika náboženskými novinami a časopisy.
Kardinálem se stal 5. března 1973 v 44 letech, čímž je od roku 1930 nejmladším mužem, který byl kreován kardinálem.
Zemřel na rakovinu ve věku 69 let. Je pohřben v klášteře São Vicente de Fora v lisabonské čtvrti Alfama.